# 피에르 트뤼도
피에르 엘리엇 트뤼도(프랑스어: Pierre Elliott Trudeau, CH, CC, 1919년 10월 18일 ~ 2000년 9월 28일)는 2차례 총리(1968 ~ 1979, 1980 ~ 1984)를 지낸 캐나다의 정치인이다.

## 어린 시절
퀘벡주 몬트리올에서 프랑스계 캐나다인 아버지 샤를-에밀 트뤼도와 스코틀랜드계 어머니 그레이스 엘리엇 사이에서 태어났다.
몬트리올 대학교와 미국의 하버드 대학교, 프랑스의 파리정치대학, 영국의 런던 정치경제대학교에서 공부하였고, 몬트리올에서 유명한 변호사로 활약하였다.

## 정치 생활
1965년 자유당 소속으로 하원의원에 당선되었고, 레스터 피어슨 총리에 의해 법무장관으로 임명되었다. 법무장관 재직 시절 낙태와 동성연애를 합법화하는 등 여러 진보적인 법안 통과에 공헌하여 눈길을 끌었다.
1968년 당시 피어슨 캐나다 총리가 사퇴하자, 자유당 당수에 취임하면서 캐나다의 제15대 총리가 되었고, 곧 치러진 총선에서 압승하여 더욱 입지를 굳혔다.
총리 시절이던 1971년 웨스턴 퀘벡 스쿨 교육 프로젝트를 추진 완료하였고 이후 현실적인 자주 외교도 추진하여, 1973년 중국을 방문하여 국교를 수립하였고, 소련과의 관계도 개선시켰으나, 미국과는 일정한 거리를 두었다. 심지어 그는 쿠바를 방문하고 비록 쿠바와 정식 외교 관계를 맺지는 않았지만, 카스트로와 우호적인 관계를 맺기까지 하여, 미국의 분노를 사기도 했다.
1970년대의 복잡한 시대에 새로운 자유주의의 기수로 각광을 받았으나, 1979년 선거에서 진보보수당에 잠시 정권을 넘겨주었다. 그러나 1980년 총선에서 다시 승리하여 재집권하였다.
1981년에는 대한민국을 방문하는 등 아시아태평양 지역 국가들과의 관계 강화에 주력하여, 태평양 국가들과의 공동 번영을 위한 모임의 중요성을 주장하였다. 반면, 옛 종주국인 영국으로부터는 완전 독립을 실현시키고자 노력하여, 헌법을 개정하였으며, 1982년 엘리자베스 2세는 캐나다가 영국 의회로부터 독립했음을 선언하였다. 이 무렵에는 그의 출신주인 퀘벡주의 독립 문제로 분쟁 사태가 일어났으나, 퀘벡주의 분리를 막아내었다.

## 이후의 세월
1984년 6월 30일을 기하여 캐나다 총리직에서 사퇴하였고, 이후 몬트리올에서 지내다 2000년 9월 28일 전립선암으로 사망하였다.

## 가족 관계
1971년에 브리티시컬럼비아주 밴쿠버 출신의 마가레트 싱클레어 (1948년 9월 18일생)와 결혼하였는데, 1984년에 이혼하였다. 결혼 생활 중에 3명의 아들 쥐스탱 (1971년생), 알렉상드르 (1973년생), 미셀 (1975년~1998년)을 두었다. 2015년 11월 4일 장남 쥐스탱은 23대 캐나다 총리로 취임했다. 이후 1991년에 데보라 마거릿 라이랜드 코인 사이에서 사라 엘리자베스 코인이라는 사생아 딸을 두었다.

## 서훈
- 1984년 컴패니언 오브 아너(Order of the Companions of Honour, CH)
- 1985년 캐나다 훈장 컴패니언(CC)

## 같이 보기
- 캐나다의 정치

## 역대 선거 결과
| 선거명      | 직책명                        | 대수 | 정당          | 득표율 | 득표수   | 결과 | 당락                      |
| ----------- | ----------------------------- | ---- | ------------- | ------ | -------- | ---- | ------------------------- |
| 1965년 선거 | 하원의원 (마운트 로열 선거구) | 27대 | 캐나다 자유당 | 55.65% | 28,064표 | 1위  | 마운트 로열 하원의원 당선 |
| 1968년 선거 | 하원의원 (마운트 로열 선거구) | 28대 | 캐나다 자유당 | 90.76% | 37,402표 | 1위  | 마운트 로열 하원의원 당선 |
| 1972년 선거 | 하원의원 (마운트 로열 선거구) | 29대 | 캐나다 자유당 | 80.63% | 36,875표 | 1위  | 마운트 로열 하원의원 당선 |
| 1974년 선거 | 하원의원 (마운트 로열 선거구) | 30대 | 캐나다 자유당 | 75.00% | 32,166표 | 1위  | 마운트 로열 하원의원 당선 |
| 1979년 선거 | 하원의원 (마운트 로열 선거구) | 31대 | 캐나다 자유당 | 85.17% | 43,202표 | 1위  | 마운트 로열 하원의원 당선 |
| 1980년 선거 | 하원의원 (마운트 로열 선거구) | 32대 | 캐나다 자유당 | 81.23% | 33,821표 | 1위  | 마운트 로열 하원의원 당선 |